# 春林
春林（しゅんりん、1977年5月14日 - ）は、日本の女性声優。以前はB-Boxに所属していた。東京都出身。血液型はB型。身長163cm。

## 出演作品

### テレビアニメ
出演年不明
- 生命協奏曲

2000年
- 人造人間キカイダー THE ANIMATION（子供）

2001年
- 超GALS!寿蘭（ガングロイエロー、生徒、リポーター）
- フルーツバスケット（女子高生1）
- SAMURAI GIRL リアルバウトハイスクール
- 破邪巨星Gダンガイオー
- 星のカービィ（ロロロ）

2002年
- 超GALS!寿蘭（男の子）

### 劇場アニメ
2009年
- ホッタラケの島 〜遥と魔法の鏡〜